# Portugal op het Eurovisiesongfestival 1996
Portugal nam deel aan het Eurovisiesongfestival 1996 in Oslo, Noorwegen. Het was de 33ste deelname van het land op het Eurovisiesongfestival. De selectie verliep via het jaarlijkse Festival da Canção. De RTP was verantwoordelijk voor de Portugese bijdrage voor de editie van 1996.

## Selectieprocedure
Net zoals de voorbije jaren werd ook dit jaar de kandidaat gekozen via het jaarlijkse Festival da Canção.
De nationale finale werd gehouden in Lissabon op 7 maart 1996 en werd gepresenteerd door Carlos Cruz en Isabel Angelino.
In totaal deden er 10 artiesten mee aan deze finale.
De winnaar werd gekozen door 10 regionale jury's.
| Volgorde | Artiest                 | Lied                        | Punten | Plaats |
| -------- | ----------------------- | --------------------------- | ------ | ------ |
| 1        | Vânia Maroti            | "Start Stop"                | 33     | 10     |
| 2        | Tó Leal                 | "Eu mesmo"                  | 42     | 8      |
| 3        | Patricia Antunes        | "Canto em português"        | 91     | 2      |
| 4        | Barbara Reis            | "A minha ilha"              | 43     | 7      |
| 5        | Elaisa                  | "Ai a noite"                | 49     | 6      |
| 6        | Somseis                 | "A canção da paz"           | 76     | 3      |
| 7        | Cristina Castro Pereira | "Ganhamos o ceu"            | 63     | 4      |
| 8        | Lúcia Moniz             | "O meu coração não tem cor" | 95     | 1      |
| 9        | Pedro Miguéis           | "Prazer em conhecer"        | 54     | 5      |
| 10       | João Portugal           | "Top Model"                 | 34     | 9      |

## In Oslo
In Noorwegen moest Portugal optreden als 4de na Spanje en voor Cyprus.
Na de puntentelling bleek dat Portugal als 6de was geëindigd met een totaal van 92 punten. Men ontving 2 keer het maximum van de punten.
Nederland en België hadden 6 punten over voor deze inzending.

### Gekregen punten

#### Finale
| 12 punten                           | 10 punten                         | 8 punten  | 7 punten              | 6 punten                             |
| ----------------------------------- | --------------------------------- | --------- | --------------------- | ------------------------------------ |
| - Cyprus - Noorwegen                | - IJsland - Kroatië - Zwitserland |           |                       | - België - Nederland                 |
| 5 punten                            | 4 punten                          | 3 punten  | 2 punten              | 1 punt                               |
| - Frankrijk - Griekenland - Turkije | - Zweden                          | - Finland | - Verenigd Koninkrijk | - Bosnië en Herzegovina - Oostenrijk |

### Punten gegeven door Portugal

#### Finale
Punten gegeven in de finale:
| 12 punten | Verenigd Koninkrijk |
| 10 punten | Kroatië             |
| 8 punten  | Ierland             |
| 7 punten  | Nederland           |
| 6 punten  | IJsland             |
| 5 punten  | Oostenrijk          |
| 4 punten  | Zweden              |
| 3 punten  | Cyprus              |
| 2 punten  | Noorwegen           |
| 1 punt    | Frankrijk           |

1964 · 1965 · 1966 · 1967 · 1968 · 1969 · 1970 · 1971 · 1972 · 1973 · 1974 · 1975 · 1976 · 1977 · 1978 · 1979 · 1980 · 1981 · 1982 · 1983 · 1984 · 1985 · 1986 · 1987 · 1988 · 1989 · 1990 · 1991 · 1992 · 1993 · 1994 · 1995 · 1996 · 1997 · 1998 · 1999 · 2000 · 2001 · 2002 · 2003 · 2004 · 2005 · 2006 · 2007 · 2008 · 2009 · 2010 · 2011 · 2012 · 2013 · 2014 · 2015 · 2016 · 2017 · 2018 · 2019 · 2020 · 2021 · 2022 · 2023 · 2024 · 2025